# 바위겨울잠쥐
바위겨울잠쥐(Graphiurus platyops)는 겨울잠쥐과에 속하는 설치류의 일종이다. 앙골라와 보츠와나, 모잠비크, 남아프리카공화국, 에스와티니, 잠비아 그리고 짐바브웨에서 발견된다.